# Rally Trans Itapúa de 2013
El Rally Trans Itapúa de 2013 fue la segunda fecha de la temporada 2013 del Campeonato Sudamericano de Rally y la cuarta del Campeonato Paraguayo. Se llevó a cabo del 28 al 30 de junio en los alrededores de la ciudad paraguaya de Encarnación en el departamento de Itapúa. Contó con un recorrido de 179,55 kilómetros sobre terracería, divididos en doce etapas cronometradas.
La prueba contó con la participación de sesenta y cinco tripulaciones, veintidós de las cuales no la terminaron; entre ellos estaba la integrada por los brasileños Ilo Diehl dos Santos y Eduardo Soneca, quienes habían ocupado el segundo lugar del Campeonato Brasileño y del Campeonato Gaúcho de Velocidad en la prueba de Erechim.
La prueba comenzó con el triunfo del paraguayo Diego Domínguez en el primer tramo, Circuito Encarnación, con el que se colocó en el liderato inicial; sin embargo, su compatriota Miguel Zaldívar ganó los dos siguientes tramos y se colocó en el liderato, el cual mantuvo hasta el noveno tramo, Arroyo Pora - Quiteria 2, a pesar de no haber obtenido ningún otro scratch. A partir del décimo tramo y hasta el final de la prueba, el liderato lo ocupó el también paraguayo Gustavo Saba, quien resultó el ganador de la prueba y sumó, así, el segundo triunfo consecutivo en el Campeonato Sudamericano. El segundo lugar fue para Zaldívar y el tercero, para Augusto Bestard. Los tres paraguayos ocuparon las mismas posiciones en el Campeonato Sudamericano y en el nacional de su país.
Con los resultados obtenidos, los pilotos paraguayos dominaron el Campeonato Sudamericano después de la segunda fecha, con Gustavo Saba en el liderato, con noventa y cinco puntos, Miguel Zaldívar en la segunda posición, con setenta y cinco puntos y Diego Domínguez en la tercera, con veintiocho puntos, empatado con su compatriota Augusto Bestard.

## Itinerario y ganadores
| Día              | Tramo | Nombre                                    | Distancia | Hora  | Ganador         | Tiempo  | Vel. media | Líder rally     |
| ---------------- | ----- | ----------------------------------------- | --------- | ----- | --------------- | ------- | ---------- | --------------- |
| Día 1 viernes 28 | TC1   | Súper Especial Circuito Encarnación       | 2,0 km    | 19:20 | Diego Domínguez | 2:03.6  | 58.3 kp/h  | Diego Domínguez |
| Día 2 sábado 29  | TC2   | Calle D - Virgen del Rosario              | 12,11 km  | 08:00 | Miguel Zaldívar | 7:34.1  | 96,0 kp/h  | Miguel Zaldívar |
| Día 2 sábado 29  | TC3   | Virgen del Rosario - Yerbatera San Miguel | 32,62 km  | 08:18 | Miguel Zaldívar | 20:59.5 | 93.2 kp/h  | Miguel Zaldívar |
| Día 2 sábado 29  | TC4   | Calle A - Quiteria                        | 11,23 km  | 09:56 | Gabriel Saba    | 6:26.3  | 104.7 kp/h | Miguel Zaldívar |
| Día 2 sábado 29  | TC5   | Calle D - Virgen del Rosario              | 12,11 km  | 11:56 | Gabriel Saba    | 7:02.2  | 103.3 kp/h | Miguel Zaldívar |
| Día 2 sábado 29  | TC6   | Virgen del Rosario - Yerbatera San Miguel | 32,62 km  | 12:14 | Diego Domínguez | 19:25.1 | 100.8 kp/h | Miguel Zaldívar |
| Día 2 sábado 29  | TC7   | Autódromo Capitán Miranda                 | 3,20 km   | 13:52 | Gabriel Saba    | 2:16.7  | 84.3 kp/h  | Miguel Zaldívar |
| Día 3 domingo 30 | TC8   | Cambyreta - Arroyo Pora                   | 16,13 km  | 09:00 | Gabriel Saba    | 8:43.4  | 110.9 kp/h | Miguel Zaldívar |
| Día 3 domingo 30 | TC9   | Arroyo Pora - Quiteria 2                  | 18,3 km   | 09:28 | Gabriel Saba    | 10:12.5 | 107.6 kp/h | Miguel Zaldívar |
| Día 3 domingo 30 | TC10  | Cambyreta - Arroyo Pora                   | 16,13 km  | 11:16 | Gabriel Saba    | 8:29.4  | 114.0 kp/h | Gabriel Saba    |
| Día 3 domingo 30 | TC11  | Arroyo Pora - Quiteria 2                  | 18,3 km   | 11:44 | Gabriel Saba    | 10:18.1 | 106.6 kp/h | Gabriel Saba    |
| Día 3 domingo 30 | TC12  | Mboi Ka'e - Quiteria 3                    | 4,8 km    | 12:17 | Diego Domínguez | 3:10.6  | 90.7 kp/h  | Gabriel Saba    |
| Fuentes          |       |                                           |           |       |                 |         |            |                 |

## Clasificación final
| Pos.                 | Piloto          | Copiloto          | Automóvil                  | Tiempo    | Diferencia | Vel. media | Puntos  |
| General              | General         | General           | General                    | General   | General    | General    | General |
| -------------------- | --------------- | ----------------- | -------------------------- | --------- | ---------- | ---------- | ------- |
| 1.                   | Gustavo Saba    | Víctor Aguilera   | Škoda Fabia S2000          | 1:48:24.7 | -          | 99.4 kp/h  | -       |
| 2.                   | Miguel Zaldívar | Eduardo Gómez     | Ford Fiesta S2000          | 1:49:32.6 | +1:07.9    | 98.3 kp/h  | -       |
| 3.                   | Augusto Bestard | Enrique Fratta    | Mitsubishi Lancer Evo X    | 1:51:50.9 | +3:26.2    | 96.3 kp/h  | -       |
| 4.                   | Diego Domínguez | Edgardo Galindo   | Mitsubishi Lancer Evo X R4 | 1:55:14.4 | +6:49.7    | 93.5 kp/h  | -       |
| 5.                   | Luis Ortega     | Carlos Zarca      | Mitsubishi Lancer Evo X R4 | 1:55:43.9 | +7:19.2    | 93.1 kp/h  | -       |
| 6.                   | Rubén Cuenca    | Daniel Galarza    | Subaru Impreza             | 1:57:52.3 | +9:27.6    | 91.4 kp/h  | -       |
| 7.                   | Germán Maune    | Diego Díaz        | Mitsubishi Lancer Evo X R4 | 1:57:56.4 | +9:31.7    | 91.3 kp/h  | -       |
| 8.                   | Eduardo Paredo  | Claudio Bustos    | Mitsubishi Lancer Evo IX   | 1:58:33.7 | 10:09.0    | 90.9 kp/h  | -       |
| 9.                   | Blas Zapag      | Fernando Mendonca | Mitsubishi Lancer Evo IX   | 2:01:57.6 | +13:32.9   | 88.3 kp/h  | -       |
| 10.                  | Cristian Rosiak | Hugo Tomás        | Mitsubishi Lancer Evo IX   | 2:02:08.2 | +13:43.5   | 88.2 kp/h  | -       |
| Codasur              |                 |                   |                            |           |            |            |         |
| 1.(1.)               | Gustavo Saba    | Víctor Aguilera   | Škoda Fabia S2000          | 1:48:24.7 | -          | 99.4 kp/h  | 46      |
| 2.(2.)               | Miguel Zaldívar | Eduardo Gómez     | Ford Fiesta S2000          | 1:49:32.6 | +1:07.9    | 98.3 kp/h  | 39      |
| 3.(3.)               | Augusto Bestard | Enrique Fratta    | Mitsubishi Lancer Evo X    | 1:51:50.9 | +3:26.2    | 96.3 kp/h  | 28      |
| 4.(5.)               | Luis Ortega     | Carlos Zarca      | Mitsubishi Lancer Evo X R4 | 1:55:43.9 | +7:19.2    | 93.1 kp/h  | 20      |
| 5.(6.)               | Rubén Cuenca    | Daniel Galarza    | Subaru Impreza             | 1:57:52.3 | +9:27.6    | 91.4 kp/h  | 13      |
| Campeonato Paraguayo |                 |                   |                            |           |            |            |         |
| 1.(1.)               | Gustavo Saba    | Víctor Aguilera   | Škoda Fabia S2000          | 1:48:24.7 | -          | 99.4 kp/h  | 46      |
| 2.(2.)               | Miguel Zaldívar | Eduardo Gómez     | Ford Fiesta S2000          | 1:49:32.6 | +1:07.9    | 98.3 kp/h  | 37      |
| 3.(3.)               | Augusto Bestard | Enrique Fratta    | Mitsubishi Lancer Evo X    | 1:51:50.9 | +3:26.2    | 96.3 kp/h  | 49      |
| 4.(4.)               | Diego Domínguez | Edgardo Galindo   | Mitsubishi Lancer Evo X R4 | 1:55:14.4 | +6:49.7    | 93.5 kp/h  | 28      |
| 5.(5.)               | Luis Ortega     | Carlos Zarca      | Mitsubishi Lancer Evo X R4 | 1:55:43.9 | +7:19.2    | 93.1 kp/h  | 23      |
| Fuentes              |                 |                   |                            |           |            |            |         |

| Predecesor: Brasil 2013 | Codasur 2013 | Sucesor: Bolivia 2013 |